# Бобыкинская
Бобыкинская — деревня в Шенкурском районе Архангельской области. Входит в состав муниципального образования «Федорогорское».

## География
Деревня расположена в южной части Архангельской области, в таёжной зоне, в пределах северной части Русской равнины, в 1 километрах на север от города Шенкурска, на правом берегу реки Вага. Ближайшие населённые пункты: на юге город Шенкурск, на северо-западе деревня Климово-Заборье.
Часовой пояс
Бобыкинская, как и вся Архангельская область, находится в часовой зоне МСК (московское время). Смещение применяемого времени относительно UTC составляет +3:00.

## Население
| 2002 | 2010 | 2012 |
| ---- | ---- | ---- |
| 442  | ↘428 | ↗431 |

## История
В «Списке населенных мест Архангельской губернии к 1905 году» деревня Бовыкинское насчитывает 10 дворов, 38 мужчин и 36 женщин. В административном отношении деревня входила в состав Афанасьевского сельского общества Великониколаевской волости.
С 1 января 1914 года деревня Бобыкинская в составе новой Афонасовской волости выделившейся из Великониколаевской. На 1 мая 1922 года в поселении 13 дворов, 28 мужчин и 49 женщин.